# Deutsche Olympiaausscheidungen im Kunstturnen 1935/36
Die Olympiaausscheidung im Kunstturnen fand vom Frühjahr 1935 bis zum Sommer 1936 statt. Sie war die Ausscheidung zur Ermittlung der deutschen Olympiamannschaft der Kunstturner für die Olympischen Spiele 1936.

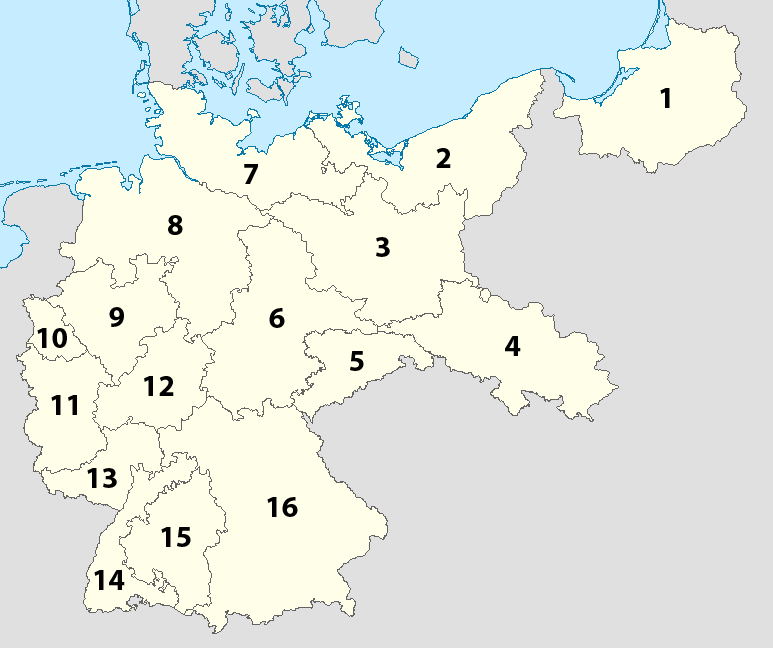
Gebietsstand der Sportbereiche 1935

## Ablauf
Zunächst wurde in jedem deutschen Sportbereich im Frühjahr 1935 die jeweilige Olympiakernmannschaft des Gaues ermittelt.
Die besten Turner dieser einzelnen Gaue wurden dann im Herbst 1935 in so genannten Gaugruppen zusammengefasst, um die besten Turner zu bestimmen.
Nach den deutschen Meisterschaften 1935 in Frankfurt am Main waren dann von ursprünglich etwa 300 Turnern noch etwa 30 übrig.
Diese wurden im Frühjahr 1936 weiter geprüft und geschult.
Am 4. und 5. Juli fand schließlich in der Hamburger Hanseatenhalle die Endausscheidung statt, nach der folgende Turner für die Olympischen Spiele aufgestellt wurden: Alfred Schwarzmann, Franz Beckert, Matthias Volz, Walter Steffens, Konrad Frey, Ernst Winter, Innozenz Stangl, Willi Stadel. Ersatzleute: Gustav Schmelcher und Heinz Sandrock.